# هورايزن كول أف ذا ماوتن
هورايزن كول أف ذا ماوتن (بالإنجليزية: Horizon Call of the Mountain)‏، هي لعبة مغامرات في واقع افتراضي، طورت من طرف غيريلا غيمز الهولندية وفايرسبرايت البريطانية، صدرت اللعبة في متجر بلاي ستيشن نيتورك بتاريخ 22 فبراير 2023، حصرياً على منصة بلاي ستيشن 5، كما إنها هي لعبة إطلاق لجهاز الواقع الافتراضي بلاي ستيشن في آر 2، وتدعم 11 لغة، ومن بينها العربية.